# Pelophryne lighti
Pelophryne lighti is een kikker uit de familie padden (Bufonidae). De soort werd voor het eerst wetenschappelijk beschreven door Edward Harrison Taylor in 1920. Oorspronkelijk werd de wetenschappelijke naam Nectophryne lighti gebruikt.

## Uiterlijke kenmerken
Pelophryne lighti is een kleine pad en te onderscheiden van de gelijkende soort P. brevipes door de meer donkere bovenlip en de afwezigheid van lichte strepen of een rij van lichte plekken lopend van onder de ogen tot de oren. De totale lichaamslengte is ongeveer 1,5 tot 2 centimeter.

## Verspreiding en habitat
Pelophryne lighti komt voor in delen van Azië en is endemisch op de eilandengroep Filipijnen. De kikker komt voor op de eilanden Bohol, Leyte, Mindanao en Samar.
Deze pad leeft op de grond en in de bomen van oerwouden op een hoogte van 1000 tot meer dan 2000 meter boven zeeniveau. Zijn dieet bestaat uit ongewervelden.